# 比洛什齊卡斯洛博達
51°57′55″N 32°22′49″E / 51.96528°N 32.38028°E
比洛什齊卡斯洛博達（烏克蘭語：Білошицька Слобода），是烏克蘭北部的村莊，隸屬切爾尼希夫州的科留基夫卡區。該村始建於1650年，面積3平方公里，海拔高度155米，2001年人口660，人口密度每平方公里219.78人。